# Barbara Krzywicka-Wójcik
Barbara Krzywicka-Wójcik (ur. 1942 w Lublinie, zm. 14 marca 2017) – polska artystka. Pochodziła z rodziny Krzywickich pieczętującej się herbem Kierdeja. Związana twórczo z Wrocławiem i Szczecinem, w ostatnich latach życia mieszkała w Szczytnie. Zajmowała się malarstwem, ceramiką, rysunkiem, projektowała tkaninę artystyczną oraz patchwork.

## Życiorys
Absolwentka Państwowej Wyższej Szkoły Sztuk Plastycznych we Wrocławiu, gdzie studiowała na Wydziale Malarstwa, Grafiki i Rzeźby (kierunek: Ceramika i Szkło). Pracę dyplomową wykonała w 1969 pod kierunkiem prof. Marii Dawskiej i prof. Stanisława Dawskiego. W marcu 1968 roku uczestniczyła w strajku na swojej uczelni.
Brała udział w wielu plenerach, warsztatach twórczych i sympozjach artystycznych w Polsce i za granicą.
Jej dzieła znajdują się w muzealnych i prywatnych kolekcjach w Polsce, Niemczech, Włoszech, Czechach, Szwajcarii, Szwecji, oraz na Litwie i w USA.
W latach 1974–1977 działała we Wrocławskiej Grupie Tkackiej „10xTak” Wrocław.
Jej syn Igor Wójcik (ur. 1968 w Szczecinie) jest zamieszkałym we Wrocławiu artystą i działaczem samorządowym.

## Ważniejsze wystawy indywidualne
- 1970, Głogów – malarstwo
- 1971, Wrocław – tkanina, patchwork
- 1973, Bolesławiec – ceramika, patchwork, malarstwo
- 1974, Syców – ceramika, patchwork, malarstwo
- 1975, Wrocław – patchwork
- 1976, Szczecin – patchwork, malarstwo
- 1978, Szczecin – malarstwo
- 1994, Szczecin – malarstwo

## Ważniejsze wystawy zbiorowe (wybrane)
- Ogólnopolski Plastyczny Salon Studentów – malarstwo, Kraków 1967
- Prezentacje Młodych patchwork – malarstwo, Wrocław, 1971
- Ogólnopolski Kiermasz Plastyki – ceramika, patchwork, malarstwo, tkanina Warszawa 1972
- Tkanina artystyczna – Wrocław 1973
- Ogólnopolska Wystawa Architektury Wnętrz – Warszawa 1974
- Wystawa Tkaniny Grupy 10xTak – Kowary 1975
- Prezentacje Młodych patchwork – malarstwo, Wrocław, 1975
- Wystawa Tkaniny Grupy 10xTak – Jelenia Góra 1976
- Inspiracje Gdyńskie – tkanina, Sopot 1977
- Salon Jesienny – patchwork, Szczecin 1978
- Malarstwo Polskie – Budapeszt, Węgry, 1979
- „Konik Morski” – malarstwo, Szczecin 1980
- „Grunwald” – malarstwo, Olsztyn 1981
- Tkanina Artystyczna – BWA, Szczecin 1981
- Międzynarodiowy Festiwal Sztuki – malarstwo, Szczecin 1981
- od wprowadzenia Stanu wojennego do 1985 brała udział w bojkocie oficjalnego obiegu sztuki
- 40-lecie szczecińskiego malarstwa – Szczecin, 1985
- 13 edycja Festiwalu Współczesnego Malarstwa Polskiego w Szczecinie, 1986
- W kręgu wrocławskiego Pop-artu – Galeria Zero, Wrocław, 1991
- Contemporary Polish Painters – Toporowicz Gallery i Konsulat Polski, malarstwo, Los Angeles, 1992
- „Fascynacja Papierem” – Galeria Kierat, Szczecin 1994
- „Fascynacja Papierem” – Galeria Kierat, Szczecin 1995
- „Fascynacja Papierem” – M. Żilinsko Daives Galerija, Kowno, Litwa, 1995
- Ceramika Gustkow – Niemcy, 1995
- Nadodrzańskie pejzaże – Zamek Książąt Pomorskich, Szczecin, 1997
- Salon 98 – Zamek Książąt Pomorskich, Szczecin, 1997
- Ogólnopolska Wystawa Sztuk Wizualnych „Dobromierz” – Wrocław 2000

- Malarstwo – Nysa i Opole, 2000
- Dolnośląska Wystawa Sztuk Wizualnych Wrocław 2002
- Malarstwo – Szczecin, Galeria ZPAP, „Koński Kierat”

## Ważniejsza bibliografia
- Szczecin w malarstwie niemieckim i polskim XIX i XX wieku. Redakcja: Barbara Igielska. Wydawnictwo: Zamek Książąt Pomorskich, Szczecin 1998. ISBN 83-906184-9-4
- Encyklopedia Szczecina. Redakcja: Tadeusz Białecki. Wydawnictwo: Uniwersytet Szczeciński, Szczecin 1999. ISBN 83-87341-45-2